# Суранова, Ольга Николаевна
О́льга Никола́евна Сура́нова (род. 7 декабря 1986), в девичестве Миха́йлова — российская легкоатлетка, специалистка по спортивной ходьбе. Выступала за сборную России по лёгкой атлетике в 2000-х годах, чемпионка Универсиады в Белграде, победительница и призёрка первенств всероссийского значения. Представляла Чувашию. Мастер спорта России международного класса.

## Биография
Ольга Михайлова родилась 7 декабря 1986 года. Занималась лёгкой атлетикой в Чувашии.
Первого серьёзного успеха на международном уровне добилась в сезоне 2005 года, когда вошла в состав российской сборной и выступила на юниорском европейском первенстве в Каунасе, где в ходьбе на 10 000 метров выиграла серебряную медаль — уступила только своей соотечественнице Вере Соколовой.
В 2007 году в ходьбе на 20 км получила серебро на чемпионате России в Чебоксарах и бронзу на молодёжном европейском первенстве в Дебрецене.
В феврале 2008 года на зимнем чемпионате России в Адлере установила личный рекорд в дисциплине 20 км — 1:29:33, при этом пришла к финишу лишь девятой. В июне на летнем чемпионате России в Саранске финишировала четвёртой.
В 2009 году взяла бронзу на чемпионате России в Чебоксарах. Будучи студенткой, представляла страну на Универсиаде в Белграде — с результатом 1:30:43 превзошла здесь всех соперниц на дистанции 20 км и завоевала золотую медаль.
Сделав некоторый перерыв в связи с рождением сына, впоследствии вернулась в спортивную ходьбу и выступала под фамилией Суранова. Завершила спортивную карьеру по окончании сезона 2013 года.
За выдающиеся спортивные достижения удостоена почётного звания «Мастер спорта России международного класса».